# صراع تشياباس
يشير صراع تشياباس (بالإسبانية: Conflicto de Chiapas) إلى انتفاضة زاباتيستا 1994 وأزمة زاباتيستا 1995 وتبعاتهما إلى جانب التوترات القائمة بين الشعوب الأصلية ومزارعي الكفاف في ولاية تشياباس المكسيكية منذ تسعينيات القرن الماضي حتى يومنا هذا.
اندلعت انتفاضة زاباتيستا في يناير عام 1994 لتستمر أقل من أسبوعين قبل أن يتم الاتفاق على وقف إطلاق النار. وتمثلت الأطراف المتحاربة الأساسية لجزء فرعي من الصراع بجيش زاباتيستا للتحرير الوطني (بالإسبانية: Ejército Zapatista de Liberación Nacional; EZLN) وحكومة المكسيك. وأفضت المفاوضات بين الحكومة وزاباتيستا إلى توقيع اتفاقيات دون الامتثال لها في أحيانٍ عديدة في السنوات التالية بالتزامن مع ركود عملية السلام. وأدى ذلك إلى زيادة الانقسام بين المجتمعات المحلية التي تربطها صلات بالحكومة والمجتمعات التي تعاطفت مع أنصار زاباتيستا. تصعدت التوترات الاجتماعية والصراع المسلح وحوادث القوات شبه العسكرية لتبلغ ذروتها بمقتل 45 شخصًا في قرية أكتيل عام 1997 على يد ميليشيا مناهضة لزاباتيستا. ووقعت آخر حادثة ذات صلة عام 2014 بمقتل مدرس تابع لحركة زاباتيستا وجرح 15 آخرون في تشياباس.

## التاريخ والخلفية الاجتماعية-السياسية

### المكسيك ما بعد الاستعمار
بعد حرب الاستقلال المكسيكية، احتفظت المكسيك بالعديد من خصائص المستعمرين الإسبان، بما في ذلك ليمبيزا دي سانجري «نقاء الدم» وهي مدونة قانونية تميز بين الأفراد المنحدرين من سلف إسباني وهؤلاء المنحدرين من سلف الشعوب الأصلية. كان هذا الأمر الفتيل الذي أشعل العديد من الصراعات على حقوق الأرض والحقوق الاجتماعية في المكسيك. وبعضها يمكن أن يعزى إلى الهيكل الصارم للطبقات الاجتماعية المكسيكية التي يتربع شعب كريويو على رأسها، وهم كانوا مكسيكيين من أصل إسباني مباشر.

### المكسيك الثورية
نشبت القضية ذاتها بين الأفراد غير-الكريويو في السنوات اللاحقة، وخاصة بين أفراد الميستيثو خلال القرن التاسع عشر. في ثورة 1910 المكسيكية، تمرد المزارعون الفقراء وغيرهم من الفئات المهمشة، بقيادة إيميليانو زاباتا جزئيًا، ضد الحكومة وكبار مستأجري الأراضي بسبب فشل نظام بورفيريو دياث السلطوي. ومنه –زاباتا- استمد الزاباتيستاس اسمهم.

### المكسيك الديمقراطية
شهدت السنوات التي أعقبت الثورة إصلاحات زراعية عديدة، وألغي نظام العمل «إنكوميندا» عبر المادة 27 من الدستور المكسيكي، ومُنح شعب المكسيك الحق في الأراضي المُشاعة وغيرها من الموارد وفقا للمبادئ التي حددها زاباتا. منح هذا الجزء من الدستور -على وجه التحديد- فئات السكان الأصليين الجماعية في البلد «الأهلية القانونية للتمتع بحيازة مشتركة للأراضي والغابات ومصادر المياه التي يملكونها أو التي أعيدت إليهم أو يمكن إعادتها إليهم». وهكذا، أُنِشئ نظام الإيخيذو الذي ينظم الأراضي التي يمكن أن يعمل فيها مختلف أفراد المجتمعات الريفية ومجتمعات السكان الأصليين، والتي كثيرًا ما كانت تباع للشركات المتعددة الجنسيات.

### مكسيك الثمانينيات-التسعينيات

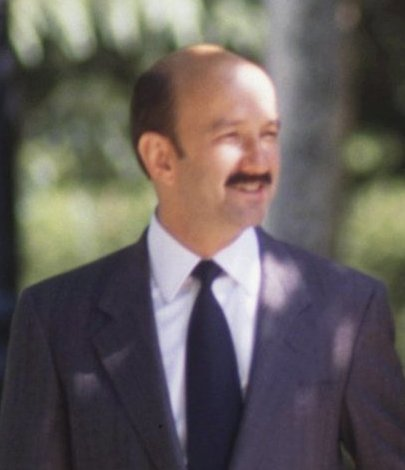
الرئيس كارلوس ساليناس دي غورتاري

منذ الثمانينيات والتسعينيات، صبّت سياسة المكسيك الاقتصادية تركيزا أكبر على التنمية الصناعية واجتذاب رؤوس الأموال الأجنبية. ومع ذلك سرعان ما تحورت هذه السياسة باتجاه محاولة الترويج للمكسيك كقوة زراعية لينتهي ذلك بإدارة الرئيس كارلوس ساليناس دي غورتاري الذي شرع بعملية خصخصة الأراضي من خلال عدة تعديلات عام 1992 التي وضعت عملية تحديد الأراضي المشاعة تحت الولاية القضائية الاتحادية. ويدعي جيش زاباتيستا للتحرير الوطني بوجودهم منذ عام 1983 رغم أنهم لم يبدءوا باكتساب الشعبية إلا في أوائل التسعينيات.